# Station Ardgay
Station Ardgay (Engels: Ardgay railway station) is het spoorwegstation van de Schotse plaats Ardgay. Het station ligt aan de Far North Line in de buurt van Bonar Bridge.
Het station werd geopend op 28 juli 1874 met de naam Bonar Bridge station. Op 2 mei 1977 kreeg het station de nieuwe naam Ardgay station.